# أنطونيو لوبيز
أنطونيو لوبيز (بالإسبانية: Antonio López Habas) (28 مايو 1957 بوزوبلانكو إسبانيا - ) هو لاعب كرة قدم إسباني يلعب كمدافع.

## روابط خارجية
- أنطونيو لوبيز على موقع قاعدة بيانات كرة القدم.إي يو (الإنجليزية)
- أنطونيو لوبيز على موقع عالم كرة القدم.نت (الإنجليزية)